# Ambassade de Russie au Royaume-Uni
L'ambassade de Russie au Royaume-Uni est la représentation diplomatique de la fédération de Russie auprès du Royaume-Uni de Grande-Bretagne et d'Irlande du Nord. Elle est située à Londres, la capitale, à Holland Park, 6/7 Kensington Gardens. Depuis 2011, son ambassadeur est Alexandre Iakovenko.

## Histoire
L'ambassade de l'Empire russe était située à Chesham Place, Belgravia. L'URSS conserve le même bâtiment jusque 1927. Les relations diplomatiques entre les deux pays sont suspendues entre 1927 et 1929 puis, après leur reprise, le gouvernement soviétique déménage dans les différents bâtiments situés sur les jardins du palais de Kensington. Après la dissolution de l'URSS, la fédération de Russie reste dans les mêmes immeubles.
Le bâtiment principal et la section consulaire sont situés aux 5-6-7 Kensington Gardens, à la jonction avec Bayswater Road. La résidence de l'ambassadeur se trouve dans un bâtiment séparé, au 13 Kensington Palace Gardens (Harrington House). La Russie possède également un bureau d'attaché militaire à 44 Millfield Lane, Highgate et un bureau de représentant du commerce à 33 Highgate West Hill, Highgate.

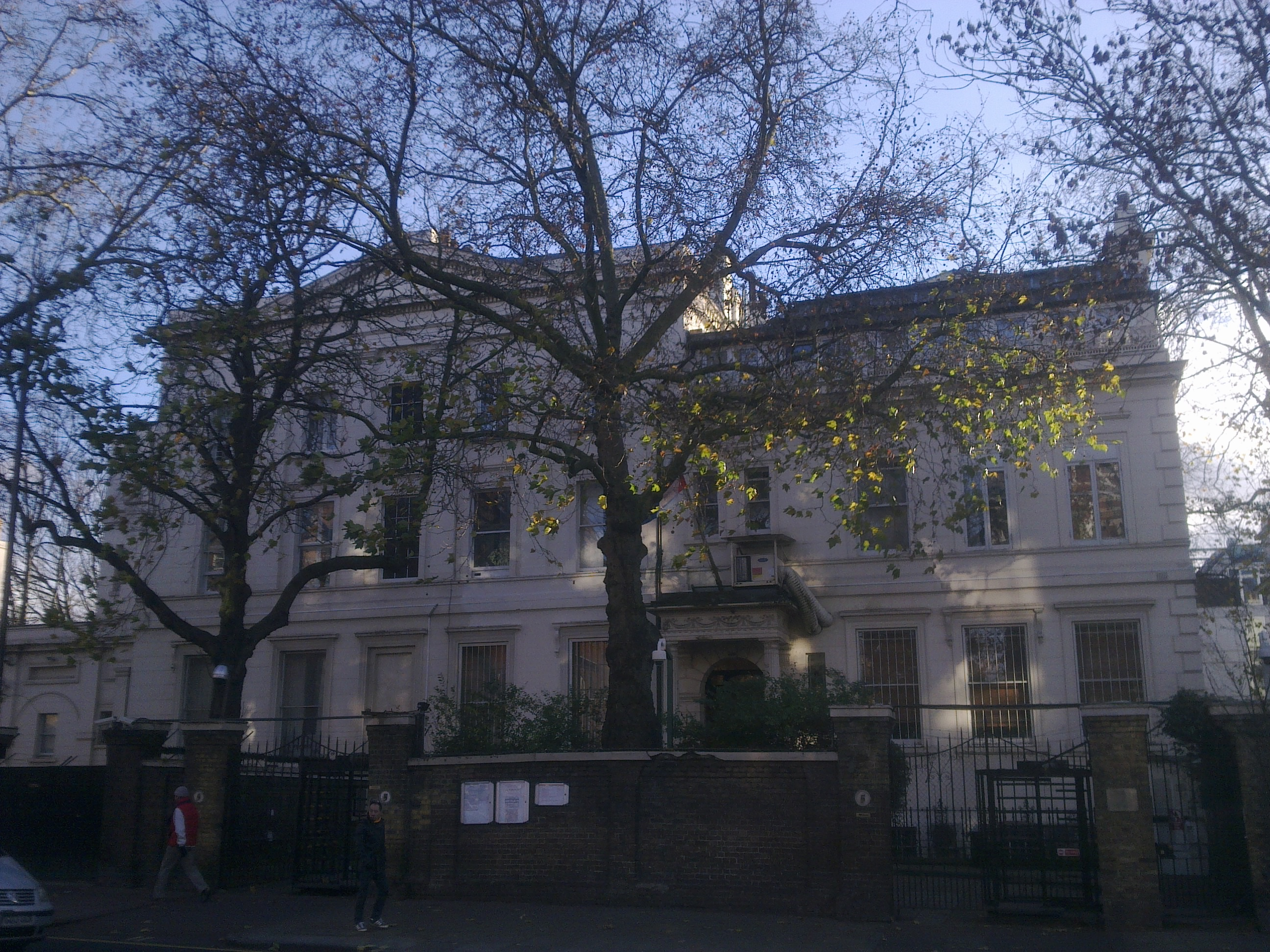
L'ambassade vue depuis Bayswater Road.
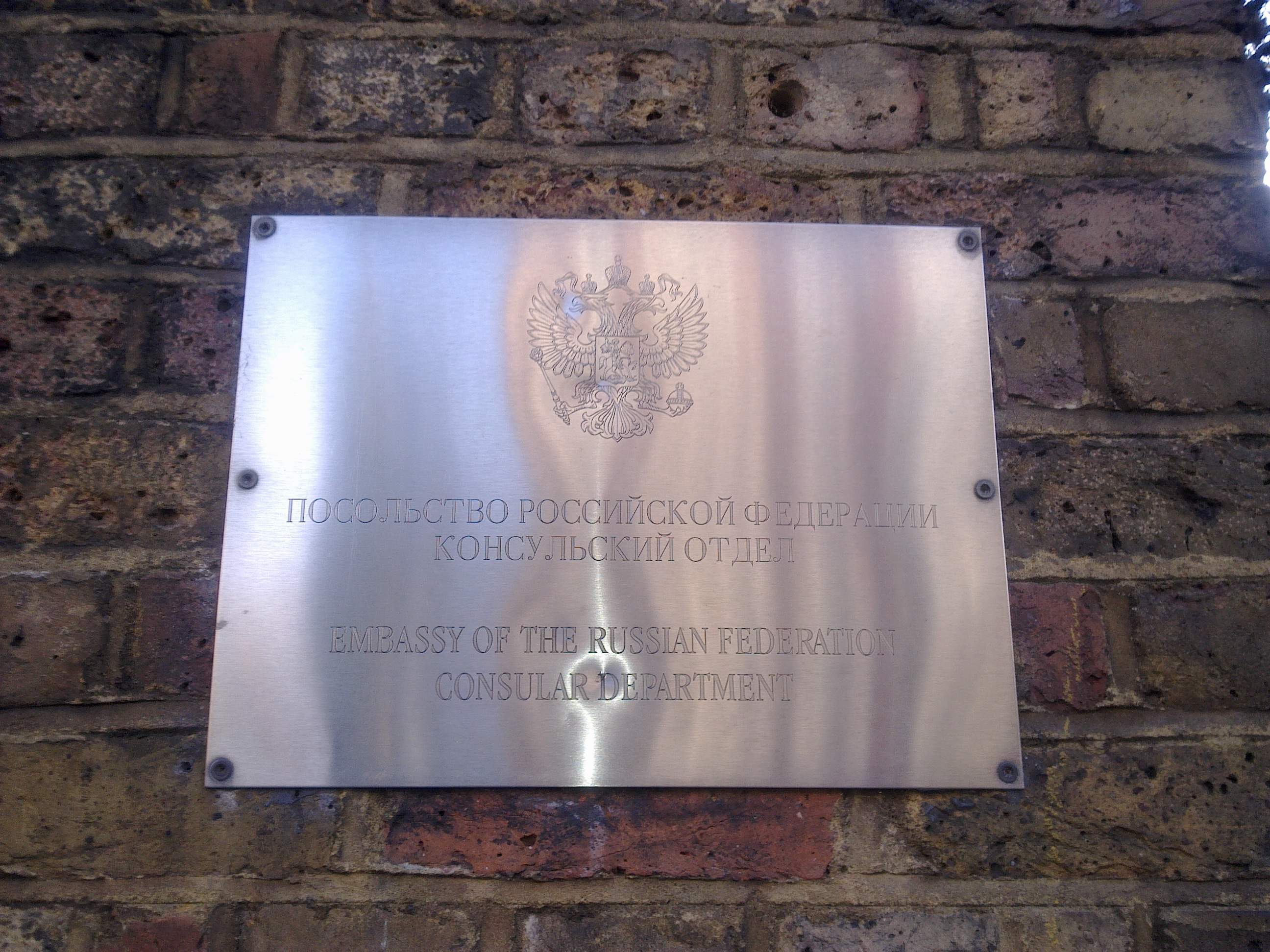
Plaque vue depuis Bayswater Road en anglais et en russe, avec les armoiries de la Russie.
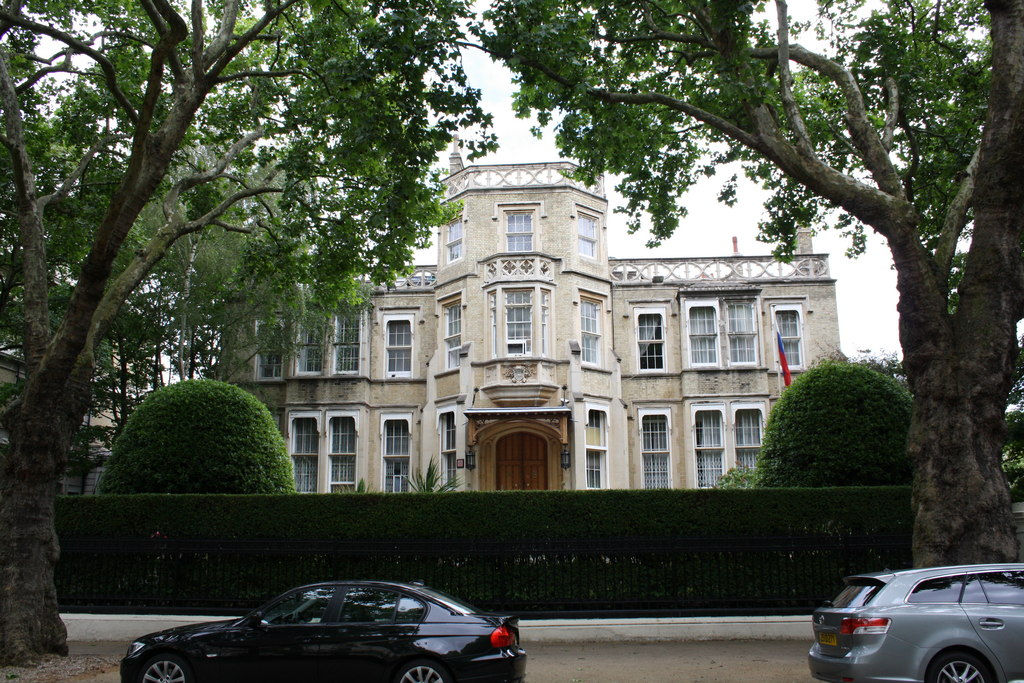
La résidence de l'ambassadeur, 13 Kensington Gardens.

### Manifestations
Plusieurs manifestations ont eu lieu devant l'ambassade :
- 2008 : La Cluster Munition Coalition et Landmine Action protestent contre l'utilisation présumée par la Russie de bombes à fragmentation lors de la deuxième guerre d'Ossétie du Sud entre la Russie et la Géorgie[3].
- 2008 : Des manifestants pro-géorgiens, opposés à la Russie dans la guerre d'Ossétie du Sud, se rassemblent à l'extérieur de l'ambassade[4].
- 2011 : Peter Tatchell et ses partisans manifestent contre le mauvais traitement des droits LGBT en Russie[5].
- 2012 : Manifestation de personnes opposées à l'emprisonnement du groupe punk Pussy Riot[6].
- 2012 : Des opposants au régime de Bachar el-Assad en Syrie (soutenu par la Russie) manifestent devant l'ambassade[7].
- 2013 : Une grande manifestation, à laquelle participent l'acteur Jude Law et le chanteur Damon Albarn, a eu lieu devant l'ambassade après l'arrestation de plusieurs militants de Greenpeace dans la mer de Petchora[8].
- 2013 : Manifestation pour la libération du journaliste Kieron Bryan et de militants de Greenpeace[9].
- 12 avril 2017 : manifestation contre la persécution des homosexuels en Tchétchénie.

## Ambassadeurs

### Empire russe

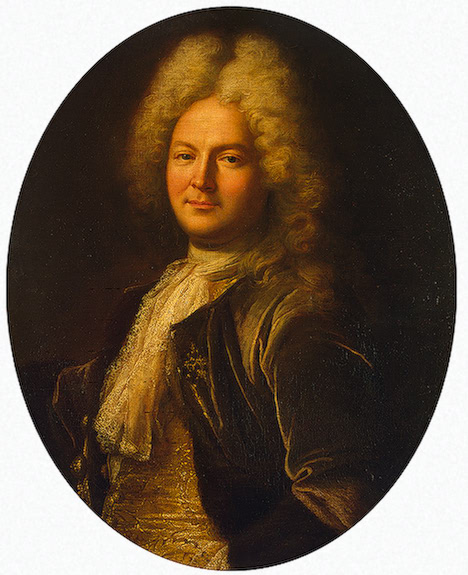
Andreï Katveïev.

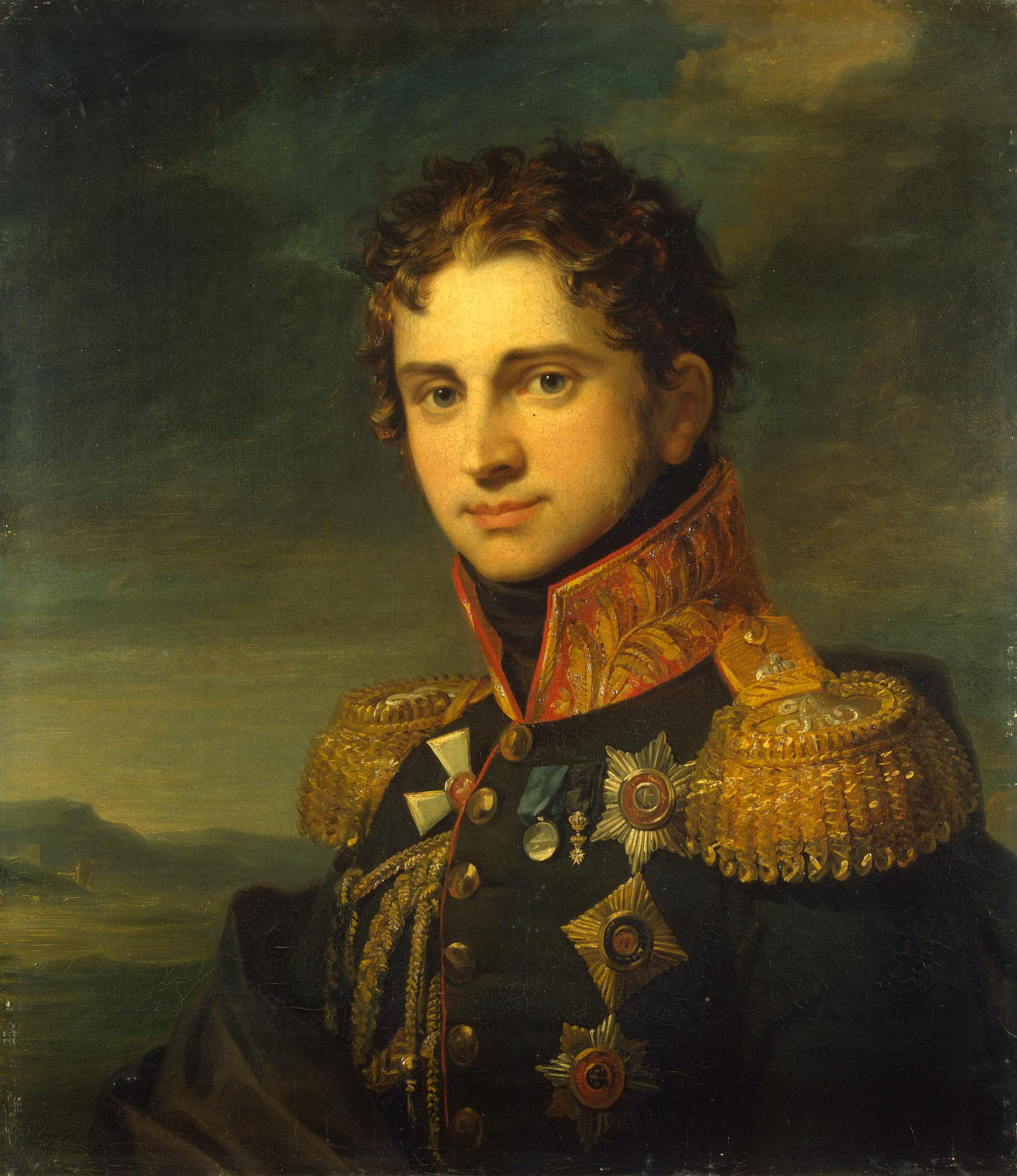
Pavel Alexandrovitch Stroganov.

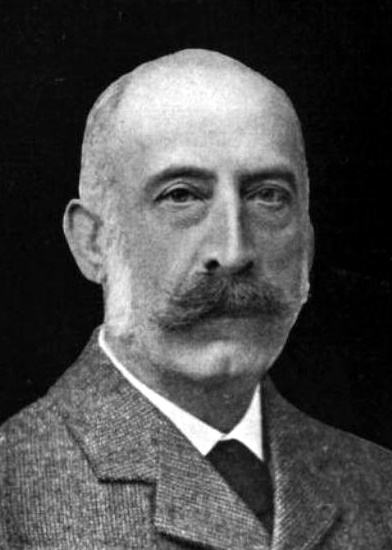
Alexandre von Benckendorff.

- 1706-1708 : Andreï Artamonovitch Matveïev
- 1710-1712 : Boris Ivanovitch Kourakine
- 1717-1720 : Fedor Pavlovitch Vesselovski
- 1720 : Mikhaïl Petrovitch Bestoujev-Rioumine
- 1700-1721 : grande guerre du Nord
- 1731-1738 : Antioche Cantemir
- 1739-1742 : Ivan Andreïevitch Chtcherbatov
- 1742-1743 : Semen Kirillovitch Narychkine
- 1743-1746 : Ivan Andreïevitch Chtcherbatov
- 1746-1755 : Petr Grigorievitch Tchernychev
- 1754-1763 : Guerre de Sept Ans
- 1762-1764 : Alexandre Vorontsov
- 1764-1765 : Genrikh Ivanovitch Gross
- 1765-1766 : Fedor Ivanovitch Gross
- 1765-1768 : Alekseï Semenovitch Moussine-Pouchkine
- 1768&1769 : Ivan Grigorievitch Tchernychev
- 1779-1784 : Ivan Matveïevitch Simolin
- 1784-1800 : Semion Romanovitch Vorontsov
- 1800 : Vassili Grigorievitch Lizakevitch
- 1800 : Iakov Ivanovitch Smirnov
- 1801-1806 : Semion Romanovitch Vorontsov
- 1806 : Pavel Alexandrovitch Stroganov
- 1806-1808 : Maximilian von Alopaeus
- 1807-1812 : guerre anglo-russe
- 1812-1834 : Christophe de Lieven
- 1830-1834 : Andrzej Matuszewicz (pl)
- 1835-1839 : Charles André Pozzo di Borgo
- 1839-1840 : Nikolaï Dmitrievitch Kisselev
- 1840-1854 : Philipp von Brunnow
- octobre 1853-février 1856 : guerre de Crimée
- 1856-1857 : Mikhail Irineïevitch Khreptovitch
- 1860-1874 : Philipp von Brunnow
- 1874-1879 : Piotr Chouvalov
- 1879-1882 : Alexis Lobanov-Rostovski
- 1882-1884 : Artur Pavlovitch Morengeim
- 1884-1902 : Egor Egorovitch Staal
- 1904-1907 : Sergueï Sazonov
- 1902-1916 : Alexandre von Benckendorff
- 1917 : Konstantin Dmitrievitch Nabokov

### URSS

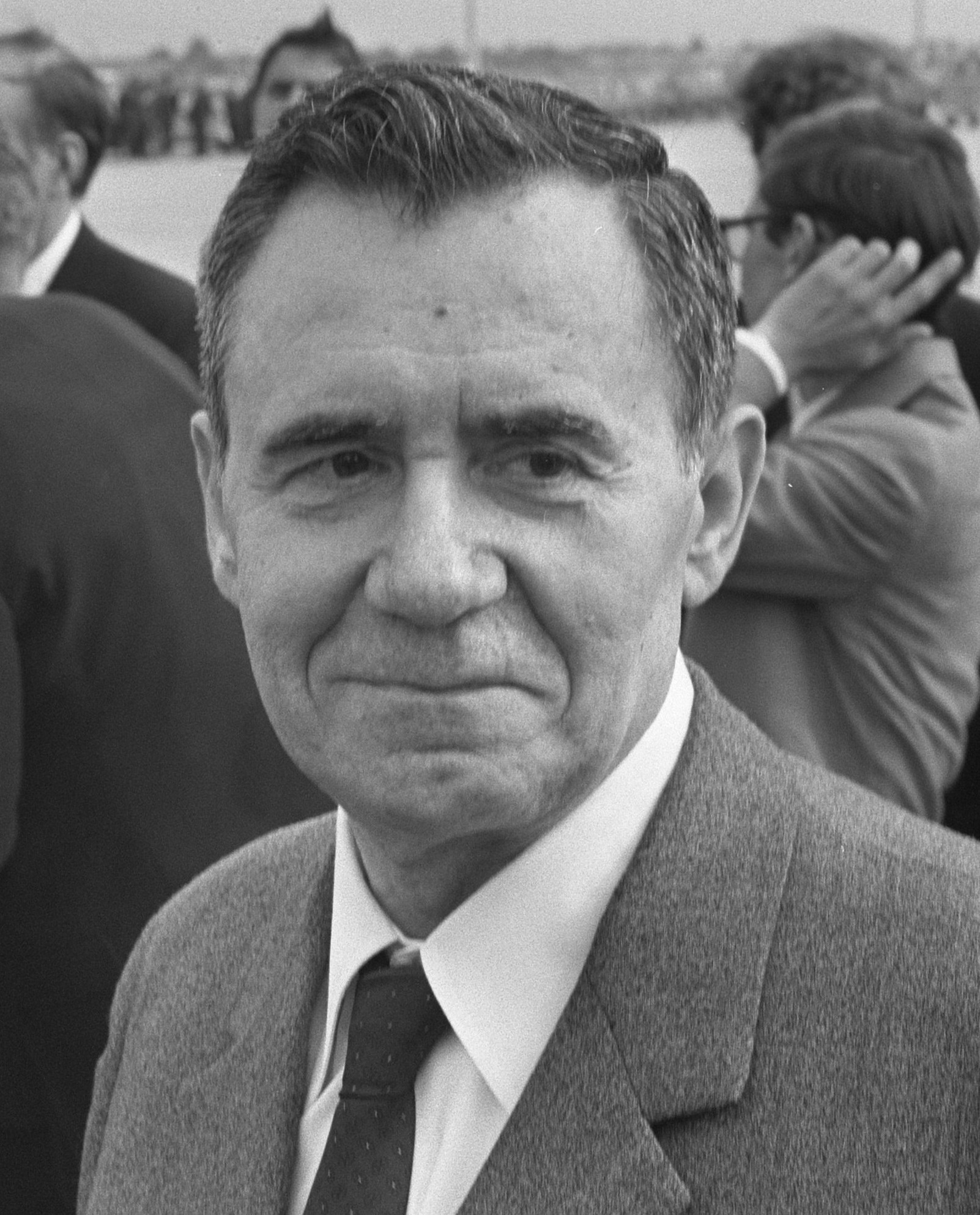
Andreï Gromyko.

- 1918 : Maxime Litvinov (non accrédité)
- 1920-1923 : Leonid Krassine (non accrédité)
- 1923-1925 : Christian Rakovski (accrédité le 1er février 1924)
- 1925-1926 : Leonid Krassine
- 1926-1927 : Arkady Rosengolts
- 1929-1932 : Grigori Sokolnikov
- 1932-1943 : Ivan Maïski
- 1943-1946 : Fedor Tarassovitch Goussev
- 1946-1952 : Georgiy Nikolaïevitch Zaroubine
- 1952-1953 : Andreï Gromyko
- 1953-1960 : Iakov Malik
- 1960-1966 : Aleksandr Alekseïevitch Soldatov
- 1966-1973 : Mikhail Smirnovsky
- 1973-1980 : Nikolaï Mitrofanovitch Lounkov
- 1980-1986 : Viktor Ivanovitch Popov
- 1986-1991 : Leonid Zamiatine

### Fédération de Russie
- 1991-1994 : Boris Pankine
- 1994-1997 : Anatoli Adamichine

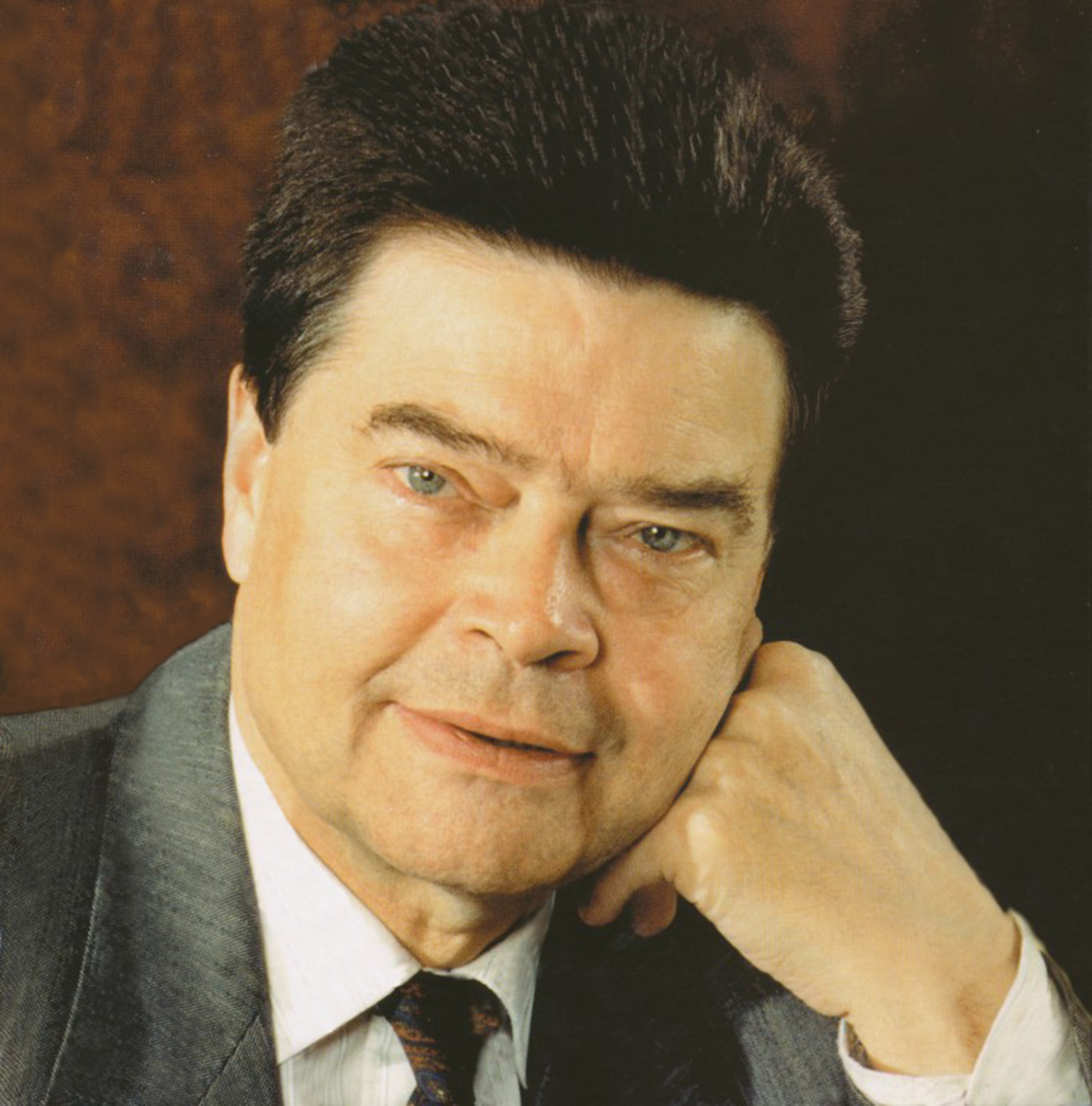
Boris Pankine.

- 1997-2000 : Iouri Evguenievitch Fokine
- 2000-2005 : Grigory Karassine
- 2005-2010 : Iouri Fedotov
- depuis 2010 : Alexandre Iakovenko